# نیروگاه هسته‌ای رینگالز
نیروگاه هسته‌ای رینگالز (به سوئدی: Ringhals kärnkraftverk) یک نیروگاه هسته‌ای در سوئد است که در وربرگ مونیکیپلیتی واقع شده‌است.